# Brétazénil
Le brétazénil est une imidazopyrrolobenzodiazépine qui est proche de la famille des benzodiazépines. Il est inventé en 1988. Il ressemble d'un point de vue chimique au flumazénil qui est un antagoniste des récepteurs des benzodiazépines, mais le brétazénil est un agoniste partiel. Comme toutes les benzodiazépines, celle-ci possède des propriétés anxiolytiques, anticonvulsivantes, hypnotiques et myorelaxantes, mais il s'agit d'un agoniste partiel, les effets autres qu'anxiolytiques étant moins marqués.

## Mécanisme d'action
Le brétazénil agit comme un agoniste partiel au niveau des récepteurs GABAA.